# Bassus lineaticollis
Bassus lineaticollis är en stekelart som först beskrevs av Cameron 1910.  Bassus lineaticollis ingår i släktet Bassus och familjen bracksteklar. Inga underarter finns listade.